# 27 septembre 1971
Le lundi 27 septembre 1971 est le 270e jour de l'année 1971.

## Naissances
- Agata Kulesza, actrice polonaise
- Agata Suszka, biathlète polonaise
- Albert Lechtchiov, joueur de hockey sur glace russe
- Amanda Detmer, actrice américaine
- Cédric Pénicaud, nageur français
- Caco Ciocler, acteur brésilien
- Cass Browne, musicien britannique
- Chris Avellone, informaticien américain
- Clarisse Rasoarizay, athlète malgache
- Dioni Guerra, joueur de football vénézuélien
- Marlon Ayovi, joueur de football équatorien
- Olivier Frapolli, footballeur et entraineur français
- Rémi Lefebvre, politiste français
- Rajko Jokanović, volleyeur serbe
- Tom Nyariki, athlète kényan
- Toros Can, pianiste turc

## Décès
- Hermann Ehrhardt (né le 29 novembre 1881), militaire allemand

## Événements
- Découverte de l'astéroïde (3833) Calingasta
- Début du Classic de l'Arizona 1971